# Wilhelm Ekedahl
Gustaf Wilhelm Ekedahl, född den 6 januari 1830 i Forserums socken, Jönköpings län, död den 11 september 1918 i Södra Ljunga församling, Kronobergs län, var en svensk präst. Han var far till Waldemar och Sven Ekedahl.
Ekedahl blev student vid Uppsala universitet 1849 och prästvigdes 1853. Han blev komminister i Kånna 1861 och i Sjösås 1868, kyrkoherde i Femsjö 1875, i Södra Ljunga 1884 och kontraktsprost i Sunnerbo 1889. Ekedahl blev stiftets senior den 13 augusti 1918. Han utgav några predikningar. Ekedahl blev ledamot av Vasaorden 1893.